# حاجی آقا آکتور سینما
حاجی آقا آکتور سینما (۱۳۱۲) دومین فیلم ایرانی از اوانس اوهانیانس است. این فیلم به‌مدت چهار روز از چهارشنبه ۱۱ بهمن تا شنبه ۱۴ بهمن ۱۳۱۲ در تهران اکران شد. حاجی آقا آکتور سینما فیلمی سیاه و سفید و صامت است و تنها فیلمِ بازمانده از سینمای صامت ایران محسوب می‌شود. این فیلم شرایط متغیّر سیاسی و اجتماعی ایران از سنت به مدرنیته را نشان می‌دهد.

## خلاصه داستان
«رژیسور» [کارگردانِ سینما] (اوانس اوهانیانس)، درحالی‌که به‌دنبالِ داستانی برای فیلمِ خود می‌گردد، با این پیشنهاد روبه‌رو می‌شود که از حاجی آقا (حبیب‌الله مراد) ــ که شخص متمکن و متلون‌المزاجی است و با سینما و نمایش مخالف است ــ به‌طور مخفیانه فیلم بگیرد. داماد (عباس طاهباز)، نوکر (عباسقلی عدالت پور) و دختر حاجی آقا (آسیا قسطانیان) تمهیدها و اسباب کار را فراهم می‌آورند. حاجی آقا در پی مفقودشدن ساعت بغلی خود به نوکرش پوری بدگمان می‌شود و در خیابان‌های شهر، همراه دامادش پرویز، به تعقیب او می‌پردازد. حاجی آقا ابتدا گذرش به مطب مسیو آبی دندان‌ساز (غلامعلی سهرابی) می‌افتد و سپس با مرتاض (اوانس اوگانیانس) روبه‌رو می‌شود که ادعا می‌کند می‌تواند ساعت حاجی را پیدا کند. او عملیاتی مثل ظاهرکردن روح دختر و دامادش را در حضور حاجی انجام می‌دهد. رژیسور از همه‌ی این ماجراها فیلم می‌گیرد و حاجی آقا پس از تماشای آن به سینما به‌عنوان یکی از وسایل تربیت و تهذیب اخلاق عمومی اعتقاد می‌آورد.

## بازیگران
- اوانس اوهانیانس در نقش رژیسور و مرتاض
- حبیب‌الله خان مراد در نقش حاجی آقا
- آسیا قسطانیان در نقش پروین، دختر حاجی‌آقا
- عباس طاهباز در نقش داماد
- عباس‌قلی عدالت‌پور در نقش نوکر
- غلام‌علی سهرابی در نقش مسیو آبی
- زما اوهانیان در نقش پری، دختر کوچک حاجی آقا[۵]